# Rick Danko
Richard Clare "Rick" Danko (29 de dezembro de 1942 – 10 de dezembro de 1999) foi um multi-instrumentista e cantor canadense, mais conhecido como um dos membros fundadores do The Band. 
Aos 17 anos entrou para a banda de apoio do cantor de rockabilly Ronnie Hawkins, onde conheceu seus futuros companheiros de The Band. Ao deixarem Hawkins em 1965, os músicos passaram a tocar com Bob Dylan, finalmente alçando carreira própria em 1968 com o álbum Music from Big Pink. Após a separação do The Band em 1976, Danko se dedicou a sua carreira solo, lançando um álbum em 1977 e excursionando sozinho e em colaboração com outros artistas. Voltou com a banda em 1983, permanecendo com eles até 1999, ano em que morreu vítima de um ataque cardíaco.

## Discografia solo
- 1977 Rick Danko
- 1991 Danko/Fjeld/Andersen (com Jonas Fjeld e Eric Andersen)
- 1994 Ridin' on the Blinds (com Jonas Fjeld e Eric Andersen)
- 1997 Rick Danko in Concert
- 1999 Live on Breeze Hill
- 2000 Times Like These
- 2002 One More Shot (com Jonas Fjeld e Eric Andersen)
- 2005 Cryin' Heart Blues
- 2009 At Dylan's Cafe (registro ao vivo, gravado em Washington, DC, em 8 de dezembro de 1987)
- 2009 Live At O'Tooles Tavern (registro ao vivo com Richard Manuel, gravado em Scranton em 12 de dezembro de 1985)